# Reefer Madness
Reefer Madness (ook bekend onder de titels Tell Your Children, Dope Addict, Doped Youth en The Burning Question ) is een Amerikaanse propagandafilm uit 1936, bedoeld als waarschuwing tegen de gevaren van marihuana. Alhoewel de film pretendeert zich op feiten te baseren is het vrij duidelijk dat de makers slechts een vaag idee hadden wat de ware effecten van de drug waren. Ook de plot en acteerprestaties zijn onbedoeld lachwekkend. "Reefer Madness" belandde later in publiek domein en werd pas tijdens de jaren 70 herontdekt en geherwaardeerd als een cultfilm. Ironisch genoeg bekijken veel fans "Reefer Madness" nu zelf terwijl ze stoned zijn. 
De regie was in handen van Louis J. Gasnier. De hoofdrollen worden gespeeld door Dorothy Short en Kenneth Craig. Het script is geschreven door Dwain Esper, die meer propagandafilms op zijn naam heeft staan, zoals het latere Sex Madness.

## Rolverderling
| Acteur            | Personage          |
| ----------------- | ------------------ |
| Dorothy Short     | Mary Lane          |
| Kenneth Craig     | Bill Harper        |
| Lillian Miles     | Blanche            |
| Dave O'Brien      | Ralph Wiley        |
| Thelma White      | Mae Coleman        |
| Carleton Young    | Jack Perry         |
| Warren McCollum   | Jimmy Lane         |
| Pat Royale        | Agnes              |
| Josef Forte       | Dr. Alfred Carroll |
| Harry Harvey Jr.  | Junior Harper      |
| Richard Alexander | Pete Daly          |
| Lester Dorr       | Joe                |
| Edward LeSaint    | rechter            |
| Forrest Taylor    | Blanche's advocaat |